# Смарагдорогодзьобові
Смарагдорогодзьобові (Calyptomenidae) — родина горобцеподібних птахів. Включає 6 видів.

## Таксономія
Традиційно, широкодзьоб та смарагдовий рогодзьоб належали до родини рогодзьобових (Eurylaimidae) у ранзі підродини смарагдорогодзьобні (Calyptomeninae). Згідно з молекулярним філогенетичним дослідженням, яке опубліковане в 2006 році, було встановлено, що види цих двох родів не є тісно пов'язані з іншими рогодзьобовими. Тому ці два роди розміщені в окремій родині. Проте такий поділ не визнається всіма науковцями.

## Поширення
Родина поширена в центральній та південній Африці та Південно-Східній Азії. Птахи мешкають у тропічних дощових лісах.

## Опис
Птахи завдовжки до 20 см. Види смарагдового рогодзьоба (Calyptomena) крумезні та округлі, з оперенням зеленого кольору, з коротким дзьобом, тоді як види широкодзьоба (Smithornis) забарвлення різноманітніше (різні відтінки коричневого, білого, сіруватого) та дзьоб видовженіший.

## Види
- Смарагдовий рогодзьоб (Calyptomena)
  - Рогодзьоб синьочеревий (Calyptomena hosii)
  - Рогодзьоб смарагдовий (Calyptomena viridis)
  - Рогодзьоб чорногорлий (Calyptomena whiteheadi)
- Широкодзьоб (Smithornis)
  - Широкодзьоб чорноголовий (Smithornis capensis)
  - Широкодзьоб рудобокий (Smithornis rufolateralis)
  - Широкодзьоб сіроголовий (Smithornis sharpei)